# Saphobius inflatipes
Saphobius inflatipes là một loài bọ cánh cứng trong họ Bọ hung (Scarabaeidae).